# Elecciones presidenciales de Estados Unidos de 1984 en Texas
Las elecciones presidenciales de los Estados Unidos de 1984 en Texas se celebraron el martes 6 de noviembre de 1984, como parte de las Elecciones presidenciales de Estados Unidos de 1984, en las que participaron los 50 estados más el Distrito de Columbia. Los votantes de Texas eligieron a los electores para que los representaran en el Colegio electoral a través del voto popular, enfrentando a las fórmulas del Partido Republicano, del entonces actual  presidente Ronald Reagan y el vicepresidente titular George H.W. Bush, contra la de los retadores del Partido Demócrata el exvicepresidente Walter Mondale y su compañera la Congresista Geraldine Ferraro, Texas tenía 29 votos electorales en el Colegio Electoral. El estado ganó 3 escaños tras la distribución de representación en el Congreso de los Estados Unidos como resultado del censo de población estadounidense del año 1980.
Reagan llevó a Texas por un margen aplastante del 27.5%; su cuota de votos del 63.61% lo convirtió en su decimotercer mejor estado, y su segundo mejor entre los estados de la Antigua Confederación, los estados que habían votado por Carter en 1976 y los estados con al menos 10 votos electorales (en cada caso, después de Florida). Reagan tuvo un fuerte desempeño en los centros de población del estado; los tres condados más grandes del estado, el Harris, Dallas y Tarrant, se habían convertido en bastiones republicanos en el estado en este momento (Ford llevó los tres mientras perdía el estado en 1976), y todos le dieron a Reagan más del 60% del voto. Sin embargo, también ganó el condado indeciso de Bexar (San Antonio), que había votado por Carter en 1976, por dos dígitos; y volteó el condado típicamente demócrata de Travis (Austin), cuyos dos últimos votos republicanos habían sido en  1972 y 1956, ganándolo, también, por dos dígitos.
Mondale mantuvo cierta fuerza en algunas de las áreas rurales de Texas. Gran parte de esta fuerza estaba en el Valle del Río Grande. Sin embargo, Mondale también llevaba un puñado de los condados rurales, en su mayoría blancos y protestantes lejos de la frontera mexicana" sin los que los demócratas hasta ese momento normalmente no podían ganar Texas. Mondale llevaba un puñado de condados en el este de Texas, por ejemplo, de los cuales dos (Orange y Newton) habían votado por George Wallace en 1968. También retuvo un puñado de condados democráticos ancestrales en el oeste de Texas, en o directamente al sur del Panhandle. En una serie de otros condados rurales que habían votado por Carter dos veces, Mondale mantuvo los márgenes estrechos, como en Jasper (que también había votado por Wallace), Fannin y  Waller (por nombrar los más grandes). A partir de las elecciones presidenciales de 2024, esta es la última vez que el condado de Condado de El Paso votó por un candidato republicano.
El 70% de los votantes blancos apoyaban a Reagan, mientras que el 30% apoyaba a Mondale.

## Resultados
| Partido | Partido       | Candidato       | Votos     | %     |
| ------- | ------------- | --------------- | --------- | ----- |
|         | Republicano   | Ronald Reagan   | 3,433,428 | 63.61 |
|         | Demócrata     | Walter Mondale  | 1,949,276 | 36.11 |
|         | Independiente | Lyndon LaRouche | 14,613    | 0.27  |
| Otros   | Otros         | Otros           | 254       | <0.01 |
|         |               |                 |           |       |
| Total   | Total         | Total           | 5,397,571 | 100   |
|         |               |                 |           |       |
| Fuente: |               |                 |           |       |